# Tilapia walteri
Tilapia walteri är en fiskart som beskrevs av Thys van den Audenaerde, 1968. Tilapia walteri ingår i släktet Tilapia och familjen Cichlidae. IUCN kategoriserar arten globalt som nära hotad. Inga underarter finns listade i Catalogue of Life.